# Aspasio de Rávena
Aspasio de Rávena (en latín Aspasius, en griego Άσπάσιος) fue un sofista i retórico romano que vivió en torno al 225 durante el mandato del emperador Alejandro Severo.
Era hijo de Demetriano, un retórico de cierto renombre, que lo educó, y fue discípulo de Pausanias e Hipódromo. Viajó por diferentes lugares  del mundo acompañando al emperador. Obtuvo la cátedra principal de retórica en Roma, que ejerció hasta una edad avanzada. Fue famosa en su tiempo la controversia que mantuvo con Filóstrato de Lemnos, que fue continuada más tarde por otros retóricos de Jonia.
También fue secretario del emperador, pero sus notas fueron criticadas por su oponente Pausanias, que decía que eran poco precisas y claras, además de tener un estilo declamatorio. Escribió algunos discursos, hoy perdidos. Filóstrato de Atenas afirma que sus discursos estaban escritos sin ninguna afectación, y los alaba por su claridad y sencillez.